# Saginaw Township South
Saginaw Township South is een plaats (census-designated place) in de Amerikaanse staat Michigan, en valt bestuurlijk gezien onder Saginaw County.

## Demografie
Bij de volkstelling in 2000 werd het aantal inwoners vastgesteld op 13.801.

## Geografie
Volgens het United States Census Bureau beslaat de plaats een oppervlakte van
18,3 km², waarvan 17,9 km² land en 0,4 km² water.

## Plaatsen in de nabije omgeving
De onderstaande figuur toont nabijgelegen plaatsen in een straal van 12 km rond Saginaw Township South.